# Oliarus dingkana
Oliarus dingkana är en insektsart som beskrevs av William Lucas Distant 1907. Oliarus dingkana ingår i släktet Oliarus och familjen kilstritar. Inga underarter finns listade i Catalogue of Life.